# Herbert Arnould Olivier
Herbert Arnould Olivier (* 9. September 1861 in Battle (East Sussex); † 2. März 1952 auf Hayling Island, Hampshire) war ein Porträt- und Landschaftsmaler in London.

## Familie
Seine Eltern waren Reverend Henry Arnold Olivier und Anne Elizabeth Hardcastle Arnould. Der Vater war Rektor in Poulshot, Wiltshire.
1903 heiratete er Margaret Barclay Peat, die Tochter von Sir William Peat.
Sein Neffe war der Schauspieler Laurence Olivier.

## Wirken

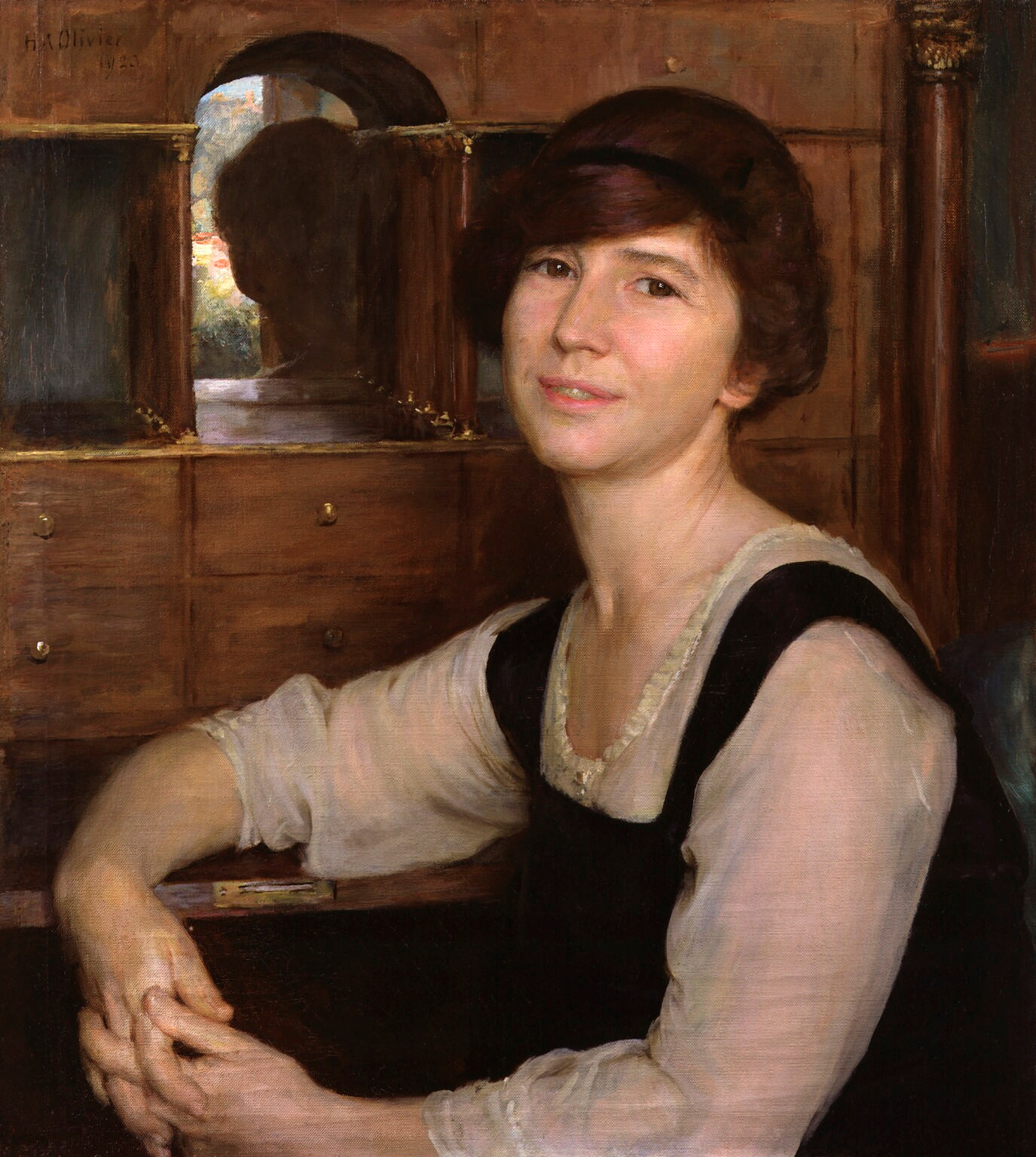
Freya Madeline Stark, 1923

Er studierte ab 1881 an der Royal Academy of Arts, wo er 1882 den Creswick-Preis gewann.
Er lehrte an der Bombay School of Art. Nachdem er 1884 den Herzog von Connaught nach Kaschmir begleitet hatte, stellte er im folgenden Jahr 66 Bilder von ihrer Reise auf der Fine Art Society aus. 1887 wurde er in die Royal Society of British Artists gewählt.
1908 hatte er eine Ausstellung in der Grafton Galleries. 1917 wurde er Official War Artist.